# Máté Lékai
Dans le nom hongrois Lékai Máté, le nom de famille précède le prénom, mais cet article utilise l’ordre habituel en français Máté Lékai, où le prénom précède le nom.

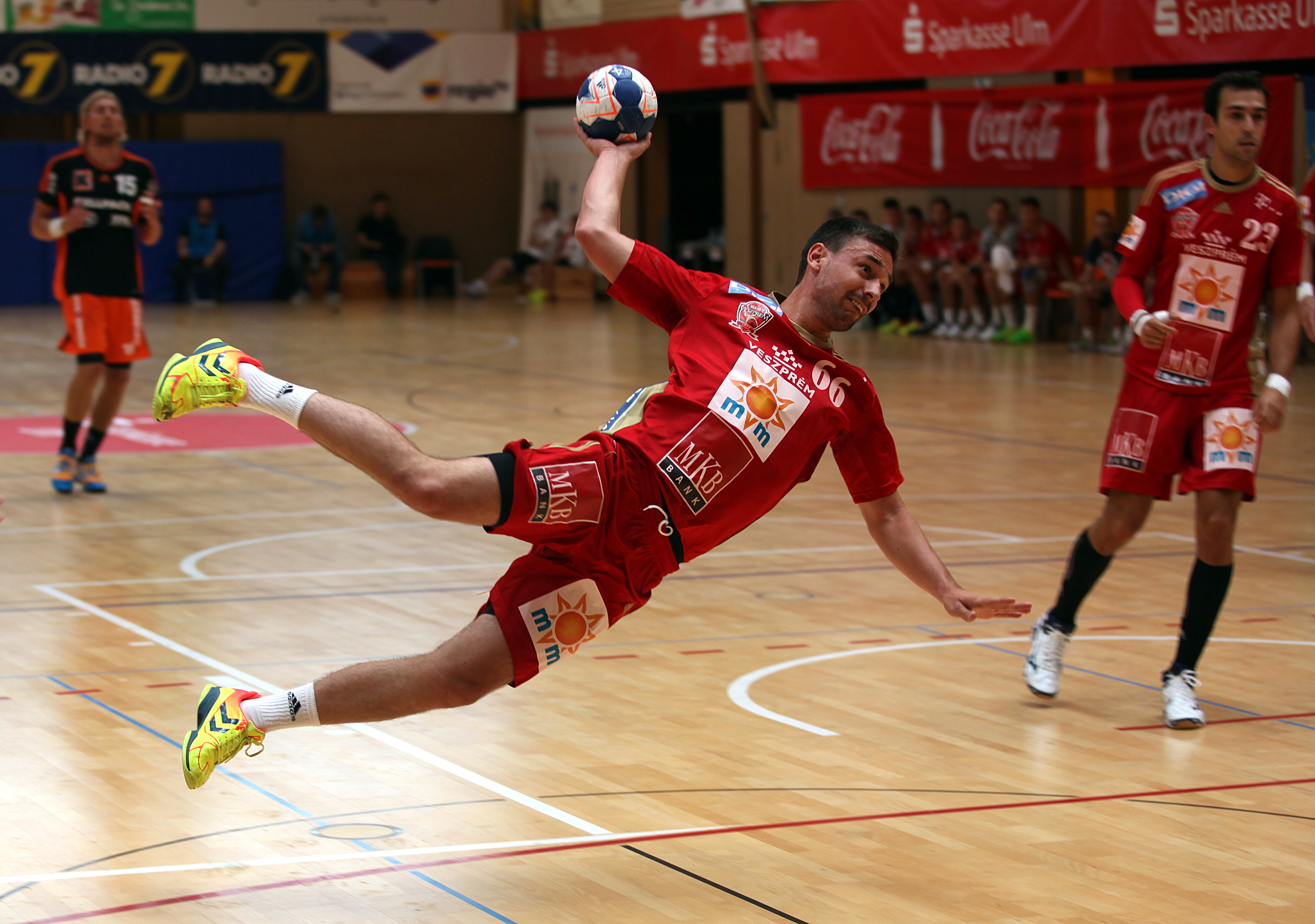
Máté Lékai avec Veszprém en 2014.

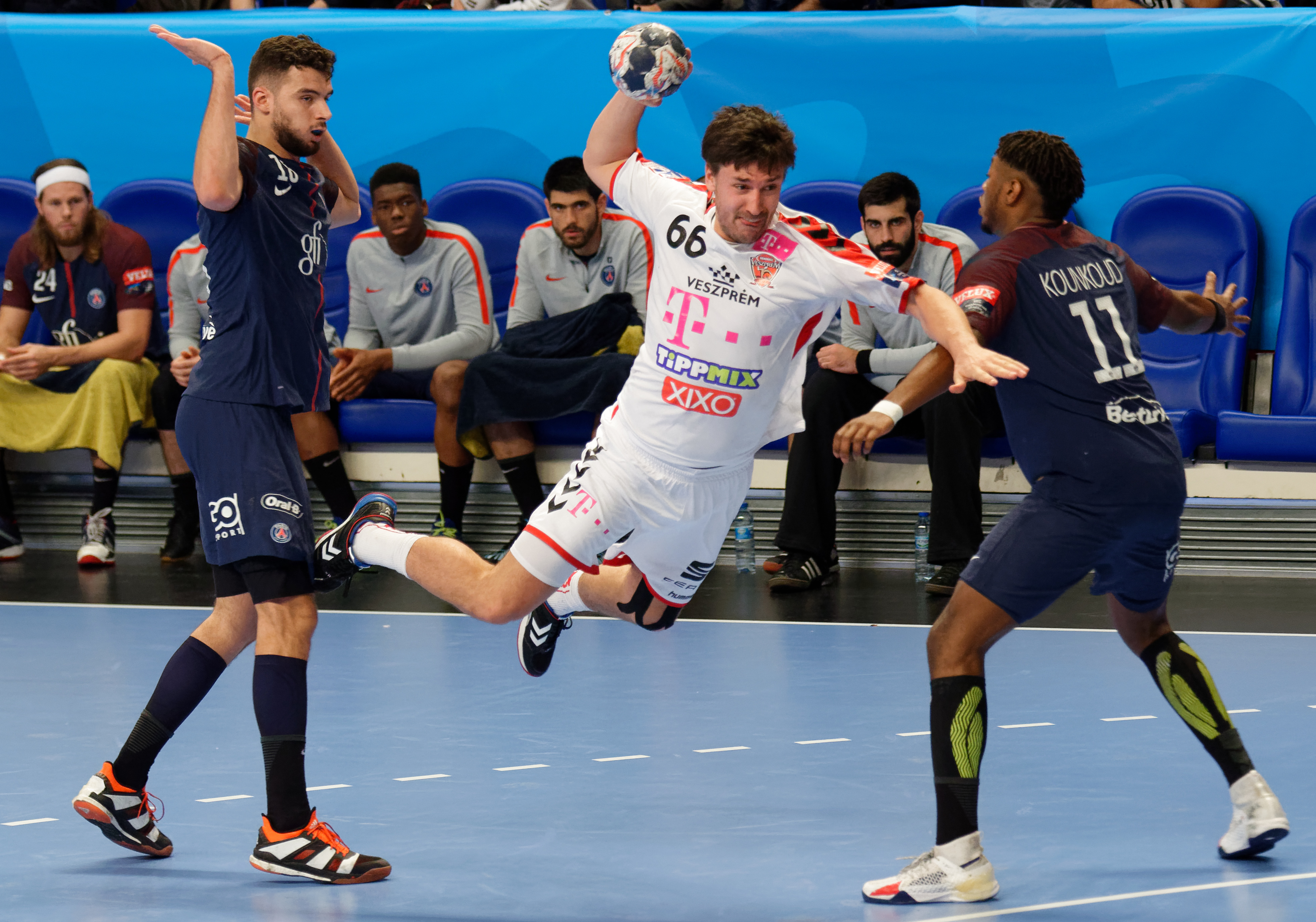
Máté Lékai avec Veszprém en 2017 face au PSG de Remili et Kounkoud.

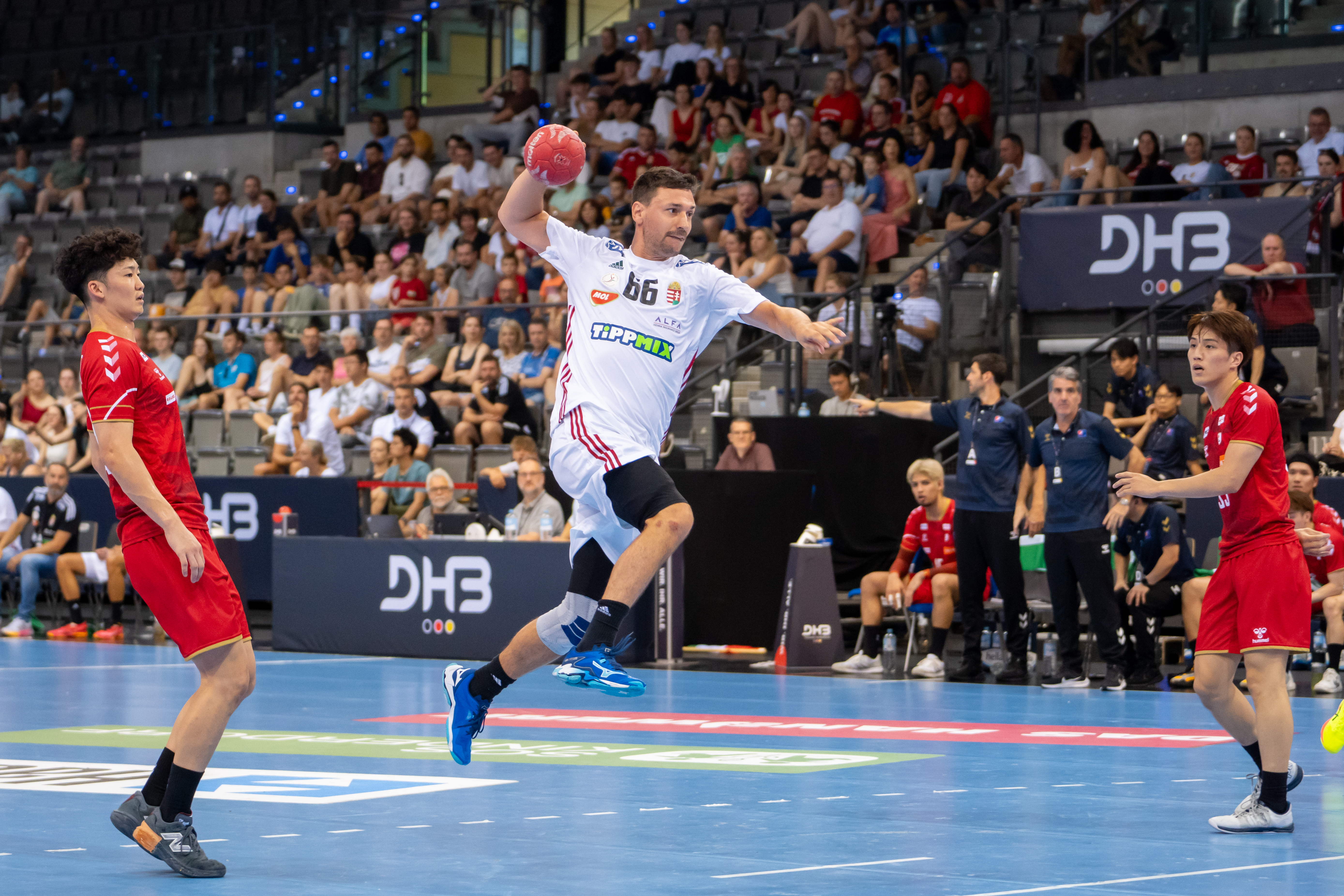
Máté Lékai avec la Hongrie en 2024 face au Japon.

Máté Lékai, né le 16 juin 1988 à Budapest, est un handballeur hongrois. Il évolue au poste de demi-centre et a notamment joué au Veszprém KSE entre 2014 et 2022 et en équipe nationale de Hongrie à partir de 2009.

## Palmarès

### En club
Compétitions internationales
- Finaliste de la Ligue des champions (3) : 2015, 2016, 2019

Compétitions trans-nationales
- Vainqueur de la Ligue SEHA (3) : 2015, 2016, 2020

Compétitions nationales
- Vainqueur du Championnat de Slovénie (1) : 2015
- Vainqueur de la Coupe de Slovénie (2) : 2013 et 2014
- Championnat de Hongrie
  - Vainqueur (4) : 2015, 2016, 2017, 2019
  - Finaliste (5) : 2011, 2012, 2018, 2021, 2022
- Vainqueur de la Coupe de Hongrie
  - Vainqueur (6) : 2015, 2016, 2017, 2018, 2021, 2022
  - Finaliste (2) : 2012, 2019

### En équipe nationale
Ses résultats en équipe nationale de Hongrie sont :
Jeux olympiques
- 4e place aux Jeux olympiques de 2012
- 10e place aux Jeux olympiques de 2024

Championnats du monde
- 7e place au Championnat du monde 2011
- 8e place au Championnat du monde 2013
- 7e place au Championnat du monde 2017
- 10e place au Championnat du monde 2019
- 5e place au Championnat du monde 2021
- 8e place au Championnat du monde 2023

Championnats d'Europe
- 8e place au Championnat d'Europe 2014
- 14e place au Championnat d'Europe 2018
- 15e place au Championnat d'Europe 2022
- 5e place au Championnat d'Europe 2024

### Distinctions individuelles
- Élu meilleur handballeur de l'année en Hongrie en 2017.